# アバヤ王子経
『アバヤ王子経』（アバヤおうじきょう、巴: Abhayarājakumāra-sutta, アバヤラージャクマーラ・スッタ）とは、パーリ仏典経蔵中部に収録されている第58経。漢訳表現で『無畏王子経』（むいおうじきょう）とも。
釈迦が、ジャイナ教教祖ニガンタ・ナータプッタにけしかけられたアバヤ王子を諭し、仏教へと帰依させる様を描く。

## 構成

### 登場人物
- 釈迦
- ニガンタ・ナータプッタ - ジャイナ教教祖
- アバヤ王子

### 場面設定
ある時、釈迦は、マガダ国ラージャガハ（王舎城）のカランダカニヴァーパに滞在していた。
そこにジャイナ教教祖ニガンタ・ナータプッタに、「人を害したことがあるかどうか」を問いつつ釈迦を論駁するようけしかけられたアバヤ王子が訪れ、釈迦に言葉で人を害したことがあるか問う。
釈迦は、一概には言えないと断りつつ、「それが事実であり、相手の利益となる」場合にのみ、相手が喜ぼうが嫌がろうがそれを語り、そうでない場合は語らないと述べる。
アバヤ王子は法悦し、三宝へと帰依した。

## 日本語訳
- 『南伝大蔵経・経蔵・中部経典2』（第10巻） 大蔵出版
- 『パーリ仏典 中部（マッジマニカーヤ）中分五十経篇I』 片山一良訳 大蔵出版
- 『原始仏典 中部経典2』（第5巻） 中村元監修 春秋社